# Anni 1810
Gli anni 1810 sono il decennio che comprende gli anni dal 1810 al 1819 inclusi.

## Eventi, invenzioni e scoperte
- Guerra del 1812: Scoppia una seconda guerra tra gli Stati Uniti e la Gran Bretagna.
- Nascita di Camillo Benso di Cavour.
- 1814
  - Con la caduta dell'Impero di Napoleone si dissolve il Regno d'Italia. L'esercito austriaco occupa il Lombardo-Veneto, e viene annesso all'Impero asburgico.
  - Il Congresso di Vienna decide di annettere la Repubblica di Genova al Regno di Sardegna.
- Congresso di Vienna (1815): Inizia l'epoca della Restaurazione in Europa.
- 1816: Nasce il Regno delle Due Sicilie.

## Personaggi
- Fryderyk Chopin, compositore polacco
- Arthur Wellesley il duca di Wellington, che sconfisse Napoleone nella Battaglia di Waterloo